# Beauchamp (Santa Lucía)
Beauchamp es una localidad de Santa Lucía que forma parte del distrito de Micoud.